# El Greco, un pintor, un río, una ciudad
El Greco, un pintor, un río, una ciudad è un documentario cortometraggio del 1960 diretto da Jesús Fernández Santos e basato sulla vita del pittore greco El Greco.